# Koba Pjakadze
Koba Pjakadze (en georgiano: კობა ფხაკაძე; 7 de enero de 1984) es un deportista georgiano que compitió en boxeo. Ganó una medalla de bronce en el Campeonato Mundial de Boxeo Aficionado de 2009, en el peso ligero.

## Palmarés internacional
| Campeonato Mundial | Campeonato Mundial | Campeonato Mundial | Campeonato Mundial |
| Año                | Lugar              | Medalla            | Categoría          |
| ------------------ | ------------------ | ------------------ | ------------------ |
| 2009               | Milán (Italia)     | Medalla de bronce  | 60 kg              |